# SIRT1
SIRT1（英語：Sirtuin 1），也被称为 NAD-依赖性去乙酰化酶Sirtuin-1（英語：NAD-dependent deacetylase sirtuin-1），是人类基因组中由SIRT1基因编码的蛋白。人的SIRT1基因位于10号染色体上。SIRT1的功能是去除蛋白质上的乙酰基团（去乙酰化）。SIRT1的去乙酰化功能在一些生物学过程中有发挥一定的作用。